# Inger Haldorsen
Inger Haldorsen (ur. 19 maja 1899 w Bømlo, zm. 3 stycznia 1982) – norweska lekarka, ginekolog. W 1934 została członkinią Norwegian Medical Women's Association. W czasie I wojny światowej działała w ruchu oporu i była przesłuchiwana przez Gestapo w wyniku którego została uwięziona. Po wojnie wróciła do praktyki lekarskiej równocześnie angażując się w politykę jako działaczka praw kobiet.

## Edukacja
- Uniwersytet w Oslo] M.D.

## Praca zawodowa
- State School of Midwives, Bergen, ginekolog